# Гіємпсал II
Гіємпсал II (*д/н — 60 до н. е.) — співцар Нумідії в 88—87 і 81—60 роках до н. е.

## Життєпис
Син царя Гауди. 88 року до н. е. разом з братом Мастанабалом II спадкував владу, поділивши Нумідію на західну та східну частини. В цей час Гай Марій зазнав поразки в громадянській війні від Луція Корнелія Сулли та втік до Африки. Гіємпсал II вирішив заслужити прихильність сулли, затримавши Марія та його сила до часу, коли їх схоплять сулланци. Проте за сприяння доньки Гіємпсала II Марій втік.
У 87 році до н. е. проти Гіємпсала II виступив його родича Ярб, що ще з 105 року до н. е. панував надч астиною Нумідії. У цій війні Гіємпсал II зазнав поразки, втекши до Риму.
Лише 81 року до н. е. після перемоги Гнея Помпея над Ярбом та його союзником Гнеєм Доміцієм Агенобарбом вдалося Гіємпсалу II відновитися на троні. Проте вимушений знову поділити Нумідію — тепер знебожем Масиніссою II.
65 року до н. е. його володіння були збільшені за рахунок приєднання деяких земель на узбережжі відповідно до договору, укладеного з консулом Луцієм Аврелієм Коттою. Відповідно до закону Публія Сервілія Рулла 63 року до н. е. ці землі були виведені з прав власності римських громадян.
Помер близько 60 року до н. е. Йому спадкував син Юба I.

## Творчість
Відповідно до Гая Саллюстія був автором історії Нумідії, складеної пунічною мовою. Вона на сьогодні не збереглася навіть в уривках.